# Hatfield, Minnesota
Hatfield là một thành phố thuộc quận Pipestone, tiểu bang Minnesota, Hoa Kỳ. Năm 2010, dân số của thành phố này là 54 người.

## Dân số
- Dân số năm 2000: 47 người.
- Dân số năm 2010: 54 người.